# Velbloud dvouhrbý
Domácí velbloud dvouhrbý, velbloud dvouhrbý, velbloud dvouhrbý domácí či též drabař (Camelus bactrianus), je velký savec z čeledi velbloudovitých (Camelidae) a spolu s velbloudem jednohrbým (Camelus dromedarius) a divokým velbloudem dvouhrbým (Camelus ferus) jediný recentní zástupce rodu velbloud (Camelus). V Asii jde o běžně chované zvíře, k jehož domestikaci došlo před asi 6–4 tisíci lety z neznámého předka. Dříve byl za tohoto předchůdce považován divoký velbloud dvouhrbý (Camelus ferus), jehož nepočetná populace obývá středoasijské pouště, avšak moderní výzkumy dokazují, že jde o dva svébytné druhy, k jejichž oddělení došlo před 1,5–0,7 miliony let, tedy dávno před domestikací drabaře.

## České jméno
V publikaci České názvy živočichů II: Savci z pera Miloše Anděry, kterou vydalo Národní muzeum za účelem sjednocení českého názvosloví savců, je jméno velbloud dvouhrbý se synonymem drabař stanoveno pro druh C. ferus. Druhu C. bactrianus je autorem této publikace přiděleno poněkud nesystémové jméno domácí velbloud dvouhrbý.
Ne vždy je však tento způsob pojmenování plně přijímán. Například v databázi BioLib je pro C. ferus použito jméno velbloud dvouhrbý divoký se synonymy velbloud dvouhrbý a drabař. Jméno velbloud dvouhrbý je však přijato také jako hlavní jméno pro C. bactrianus, navíc je i u tohoto druhu uvedeno synonymum drabař.
Zoo Praha, která se věnuje chovu C. bactrianus a aktivně se podílí na ochraně C. ferus v Mongolsku, používá pro druh C. bactrianus jméno velbloud dvouhrbý domácí a pro C. ferus jméno velbloud divoký. Analogicky k prvnímu uvedenému jménu je některými jinými zoologickými zahradami používáno pro C. ferus jméno divoký velbloud dvouhrbý.

## Popis

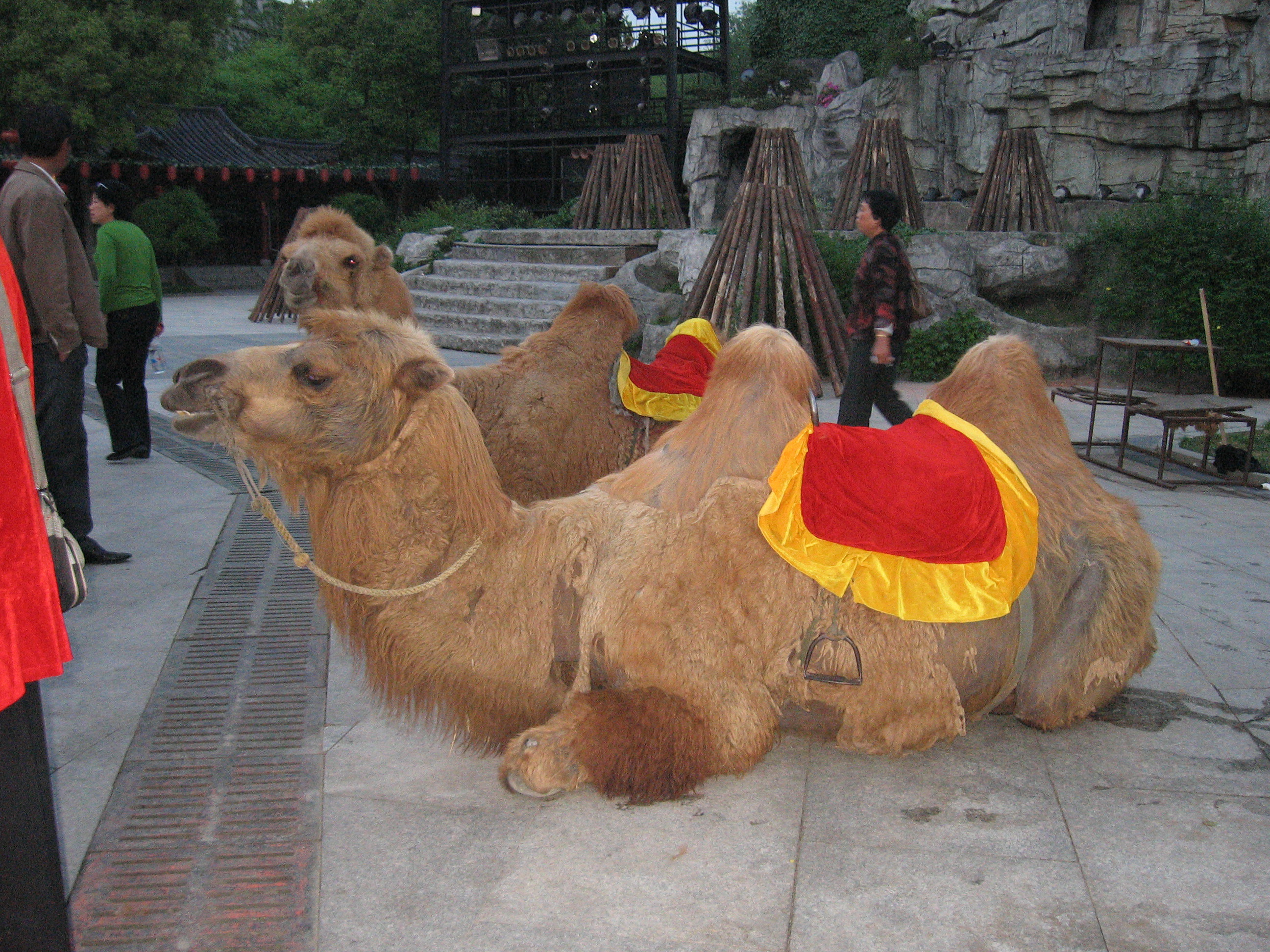
Velbloudi určení k jízdě, Čína

Dvouhrbý velbloud je celkově mohutnější než zbylé dva druhy velbloudů. Stejně jako všichni velbloudovití má i tento druh vyvinuté pouze dva prsty, jejichž kosti směřují do stran a vytvářejí oporu pro široké a ploché nášlapné mozoly. Každý prst nese na horním okraji plochý pazneht. To umožňuje velbloudovi mimo jiné i chůzi po sypké písčité půdě, do které by se klasicky utvářená kopyta hluboko bořila.
Dvouhrbí velbloudi jsou velká zvířata s dlouhýma nohama, delším krkem, která měří na délku 220–350 cm a na výšku v kohoutku 190–230 cm. Jejich hmotnost se pohybuje nejčastěji od 450 do 650 kg, ale může přesáhnout i 670 kg. Mají poměrně malou hlavu s prodlouženými nozdrami, které přečnívají nad horní mohutný, krátce osrstěný a rozštěpený pysk. Rostliny trhají pomocí dlouhých spodních řezáků, které směřují dopředu a pohybují se proti bezzubé horní části. Jejich největší charakteristikou jsou dva hrby, které jsou větší a zaoblenější než u divokého velblouda. Před vniknutím rozvířeného písku do očí je chrání silné řasy a podobný účel mají i jejich štěrbinové, uzavíratelné a směrem nahoru posunuté nozdry, které také zabraňují většímu úniku vodních par z těla. Jejich další charakteristikou je jejich pohyb, jelikož zvedají jak při chůzi nebo běhu obě pravé nebo levé nohy najednou, což se projevuje kolébavou chůzí.
Jedním z důvodů pro chov drabaře je také jeho velice kvalitní jemná a v zimě hustá srst, která je na některých místech dlouhá až 25 cm (například na krku). Když po zimě velbloud líná, jeho srst mu vypadává ve velkých chuchvalcích.

## Způsob života
Předkové domácích velbloudů obývali drsné prostředí středoasijských pouští a spousta adaptací na tyto podmínky přetrvala i u domestikovaných velbloudů. Dokáží přečkat dlouhé období bez pití, vlastnost souvisí se schopností vázat v organismu vodu. Nezadržují vodu v hrbech (jak se někdy mylně uvádí), ale ve výstelce žaludku. Ledviny jsou schopné koncentrovat moč a snižovat tak ztrátu vody. Další vlhkost je absorbována z trusu. Kromě toho klesá velbloudům v noci tělesná teplota a během dne zvolna stoupá, takže se zvířata nemusejí potit, aby se ochladila a tím ztrácela drahocennou vodu z těla. Jejich metabolismus překoná až 20% úbytek vody v těle (člověka při 12% čeká smrt).
Velbloud dvouhrbý neboli drabař byl sice zdomácněn, ale jeho chov se nijak výrazně nerozšířil mimo jeho původní areál, jako je tomu u velblouda jednohrbého (dromedára). Dosahují rychlosti 20 km/h.

## Potrava
Velbloud dvouhrbý se řadí k přežvýkavcům stejně jako například domácí skot. To znamená, že během pastvy se jídlo u velblouda nejprve hromadí v první části jeho objemného žaludku. Poté, když velbloud odpočívá, se jídlo znovu vrací zpět do ústní dutiny, kde je zvíře podruhé přežvýkává. Velbloudí jídelníček tvoří doslova jakékoliv rostliny včetně trávy, listy stromů a keřů a drobných bylin i trnitými keři rostoucí v suchých oblastech. Také jako jediný savec dokáže pít slanou vodu.[zdroj?]

## Rozmnožování

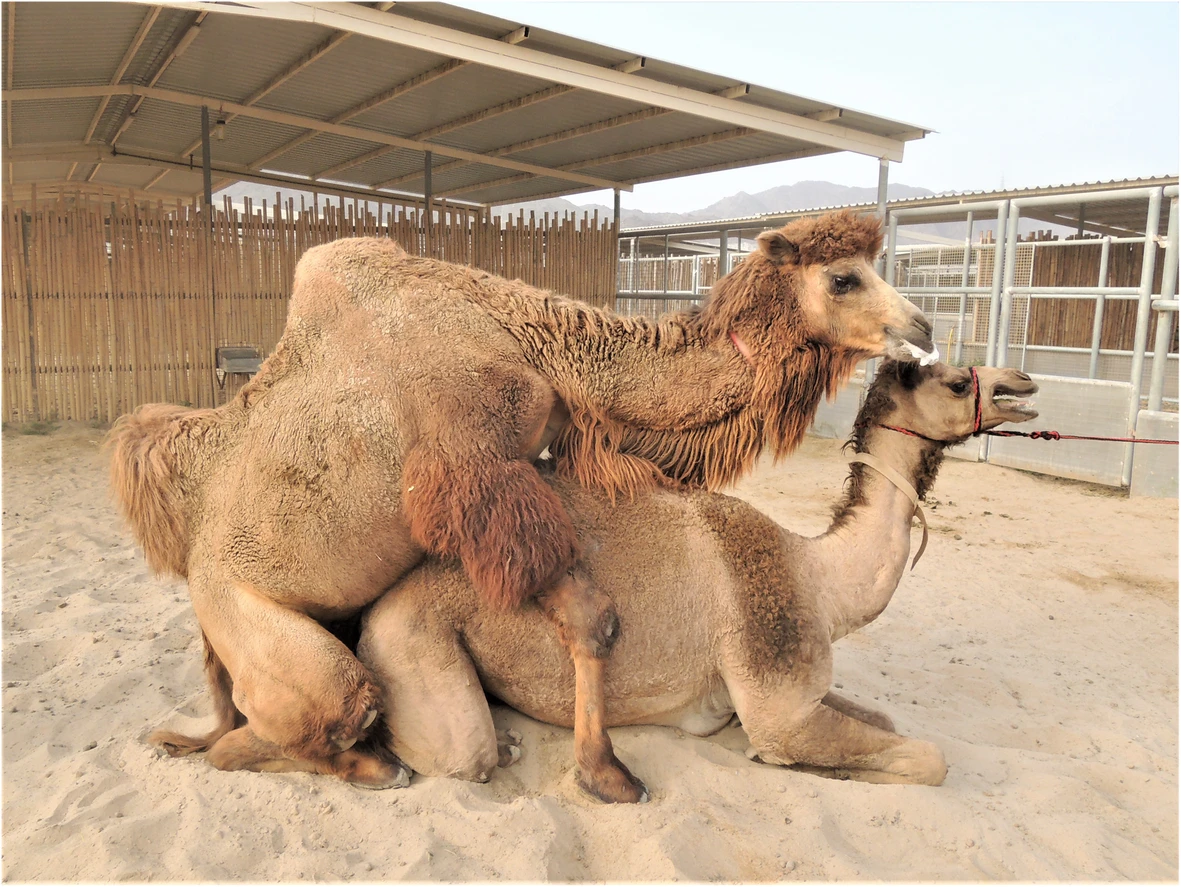
Samec velblouda dvouhrbého pářící se se samicí dromedára

Ve volné přírodě se velbloudi páří v březnu a dubnu. Páření se odehrává ve zvláštní poloze vsedě. Po 370 až 440 dnech (tj. asi 13 měsících) březosti rodí samice ve stoje jediné mládě, které je aktivnější do 24 hodin, ale občas musí být i po několika dní matkou podpíráno. Saje asi rok a samice pohlavně dospívají za 3–4 roky, samci za 5–6 let. Samci jsou pak ze stáda vypuzování a naopak samice zůstávají ve stádě.

## Populace
V domácích chovech je zhruba 1,5 miliónu velbloudů dvouhrbých a zde se chovají především pro srst, jako dopravní prostředek nebo k převážení těžkých nákladů. Chov pro maso ani mléko se nevyplácí, porážejí se většinou jen nemocná nebo přestárlá zvířata a dojení velbloudic má jen lokální význam. Od poloviny 20. století, kdy začaly být v zemích centrální Asie zaváděny terénní a nákladní automobily, počet chovaných velbloudů pomalu klesá, protože ztrácejí uplatnění v dopravě.

## Chov v zoo

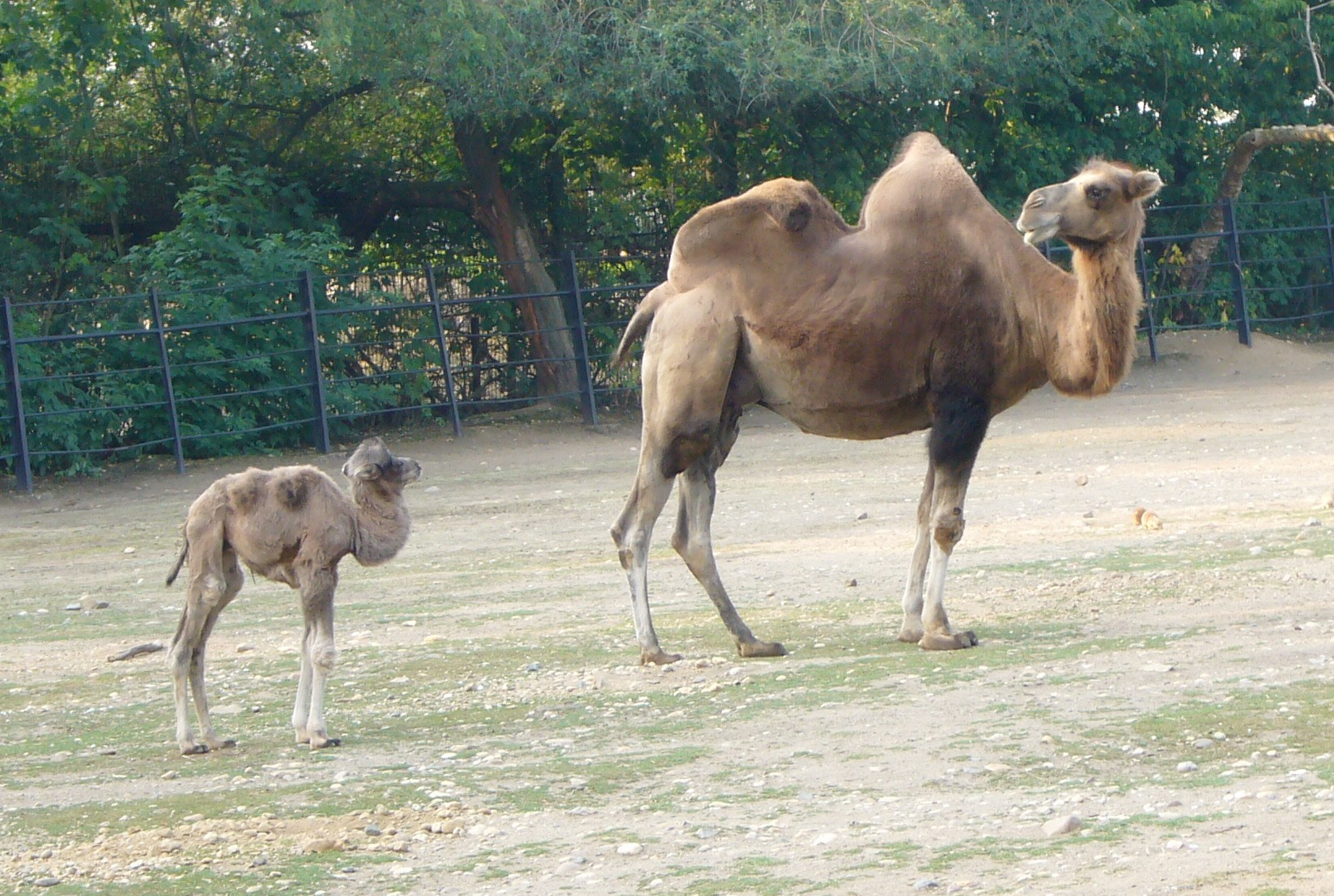
Velbloudice s mládětem v Zoo Praha

V Evropě je druh chován v přibližně 350 zoologických zahradách. V České republice jsou domestikovaní velbloudi chováni ve většině zoologických zahrad. Jsou chováni častěji než velbloudi jednohrbí, protože lépe snášejí středoevropské klimatické podmínky a mají také většinou klidnější povahu. Většina zahrad, v nichž jsou chováni, tento druh také rozmnožuje.
Ze zoo sdružených v Unii českých a slovenských zoologických zahrad se jedná o tyto instituce:

### Česko
- Zoo Brno
- Zoo Hodonín
- Zoo Chleby
- Zoopark Chomutov
- Zoo Liberec
- Zoo Olomouc
- Zoo Ostrava
- Zoo Plzeň
- Zoo Ústí nad Labem
- Zoo Vyškov
- Zoo Zlín

### Slovensko
- ZOO Bratislava
- ZOO Bojnice
- ZOO Košice
- ZOO Spišská Nová Ves

### Jiné
Kromě několika menších zoo zařízení jsou také chováni v dalších českých licencovaných zoo, stejně tak jako v mnoha zde neuvedených:
- Zoo Praha
- Zoo Dvorec
- Zoo Na Hrádečku, Horní Pěna
- Faunapark Sedlec
- Zoo Tábor
- Zoopark Zájezd

### Chov v Zoo Praha
První velbloud dvouhrbý byl přivezen do Zoo Praha rok po otevření zoo – v roce 1932. Přes neúplnost záznamů je jisté, že v průběhu 50. let 20. století prošlo zoo mnoho druhů zvířat skrze tehdejší rozsáhlé transporty (z tehdejšího Sovětského svazu do západní Evropy). To platí také o velbloudech dvouhrbých. První mládě přišlo na svět již v roce 1934. Jednou z tváří kampaně Seznamte se! se v roce 2013 stal velbloudí samec Jepe. Narodil se v roce 2002 v Dánsku, v Zoo Aalborg. V roce 2003 pak byl přivezen do Zoo Praha, kde prožil 14 let a stal se otcem více než 15 mláďat. V roce 2017 zamířil do Zoo Tábor. V Praze jej nahradil nový samec. Ke konci roku 2017 byl chován společně se třemi samicemi.
Velbloudi jsou k vidění v horní části zoo v rámci expozičního celku Pláně.
V roce 2018 se Zoo Praha zapojila do ochrany divokých velbloudů dvouhrbých v Mongolsku, a to v návaznosti na dosavadní tamní aktivity v čele s projektem Návrat divokých koní.

## Symbolika
Dvouhrbý velbloud je v Česku zobrazen na znaku Plzně nebo na Symbolech Plzeňského kraje.

## Galerie

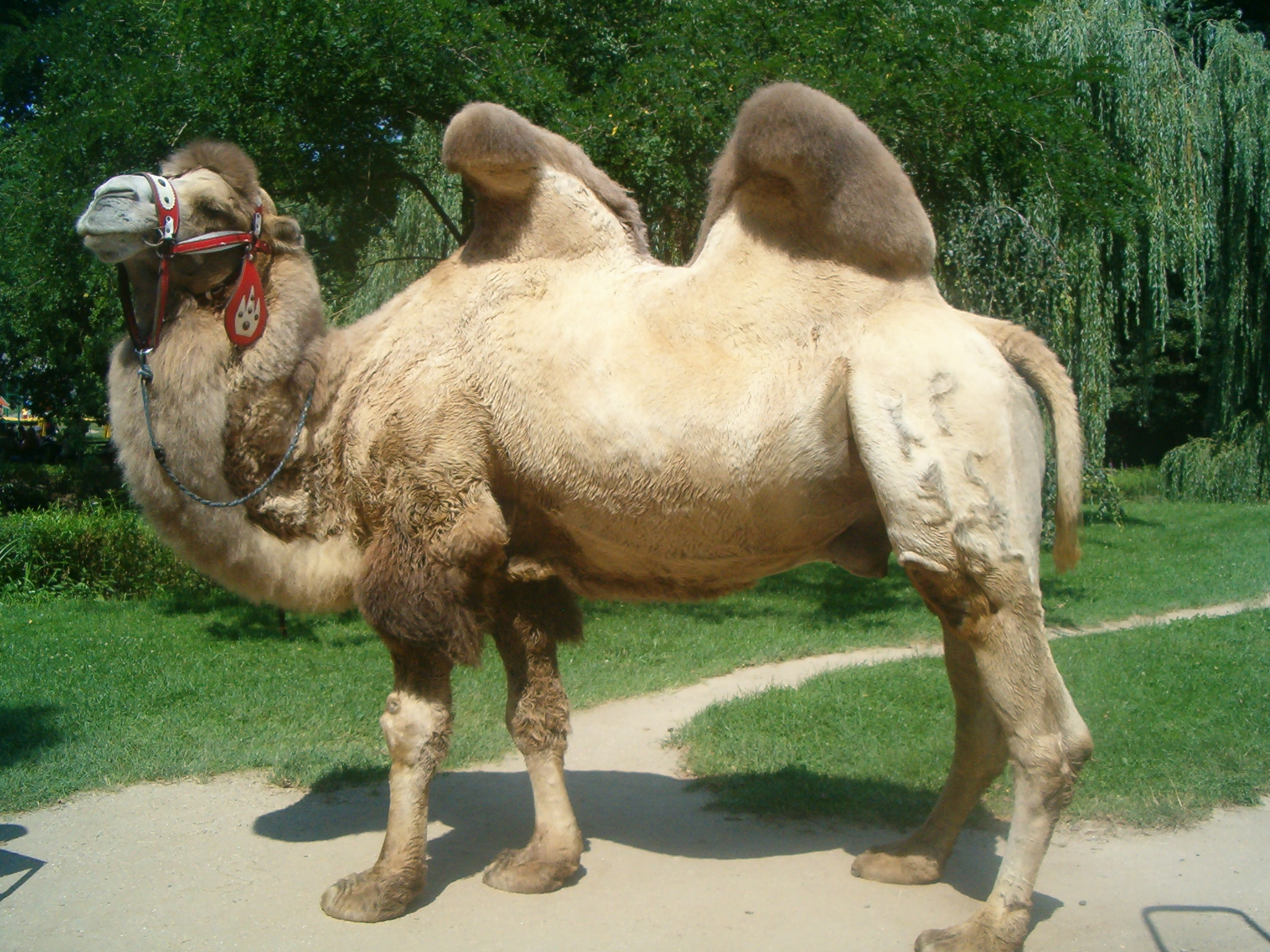
Drabař v Zoologické zahradě ve Zlíně
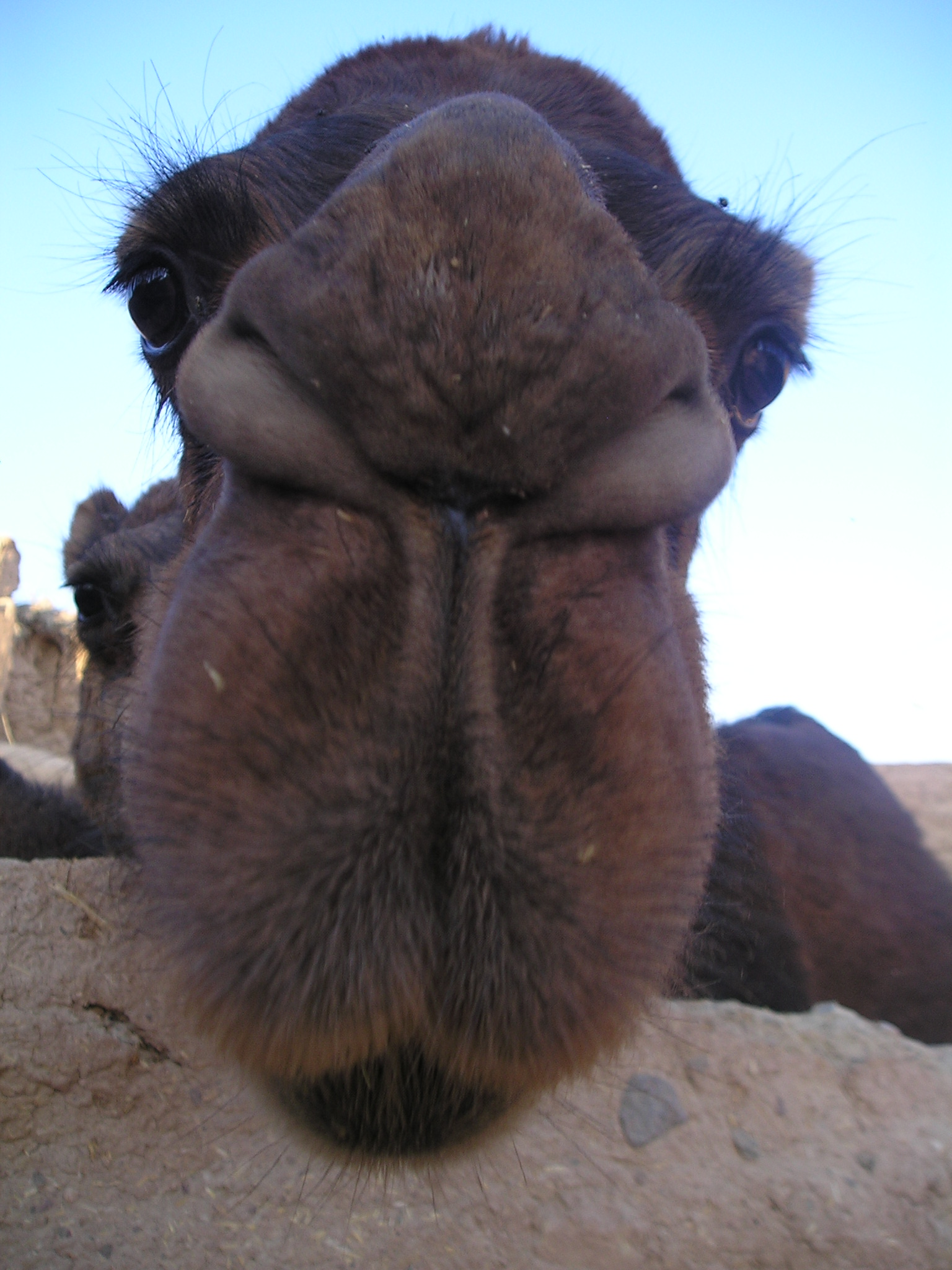
Pohled na čenich zblízka
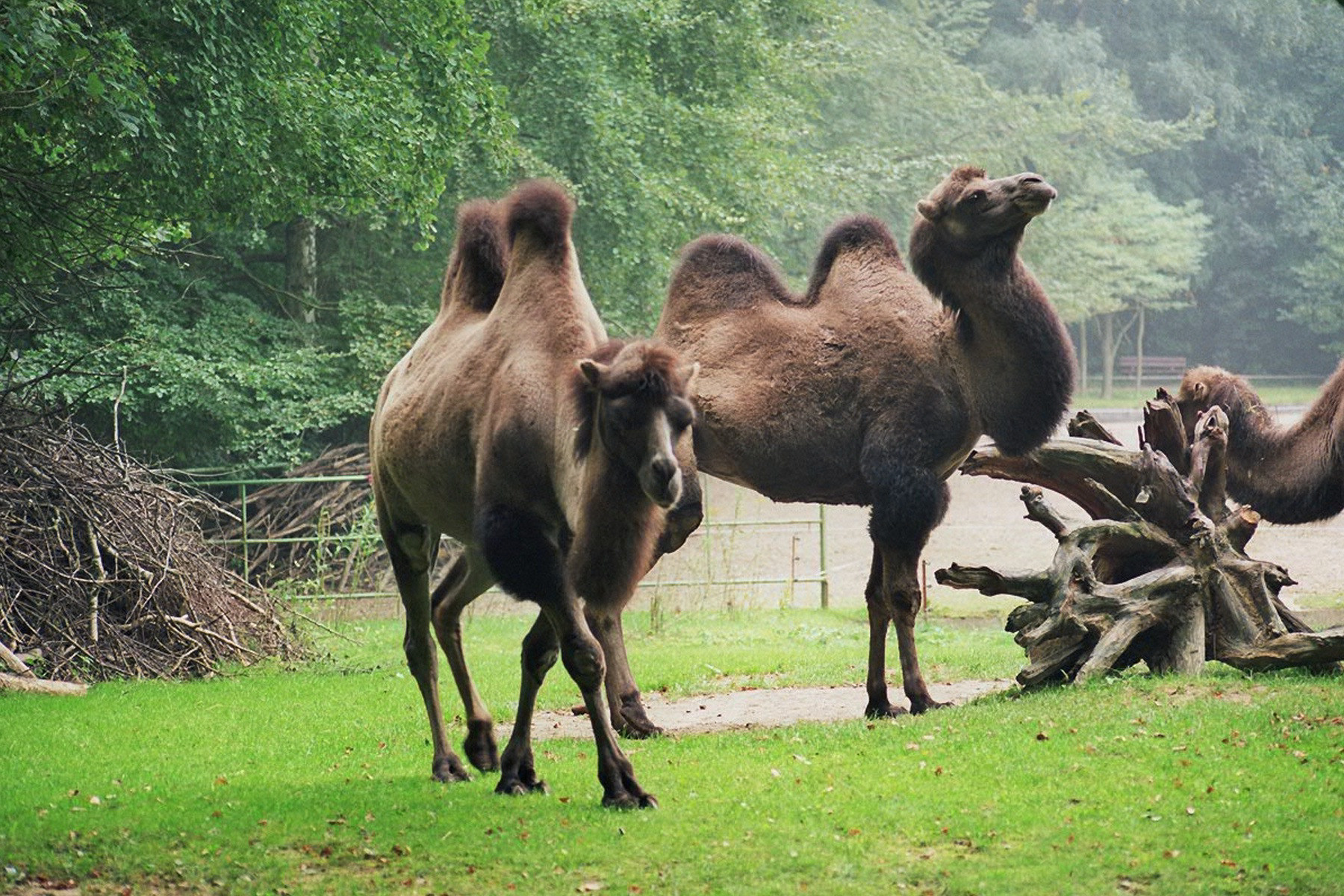
Párek drabařů v Zoologické zahradě v Rostocku
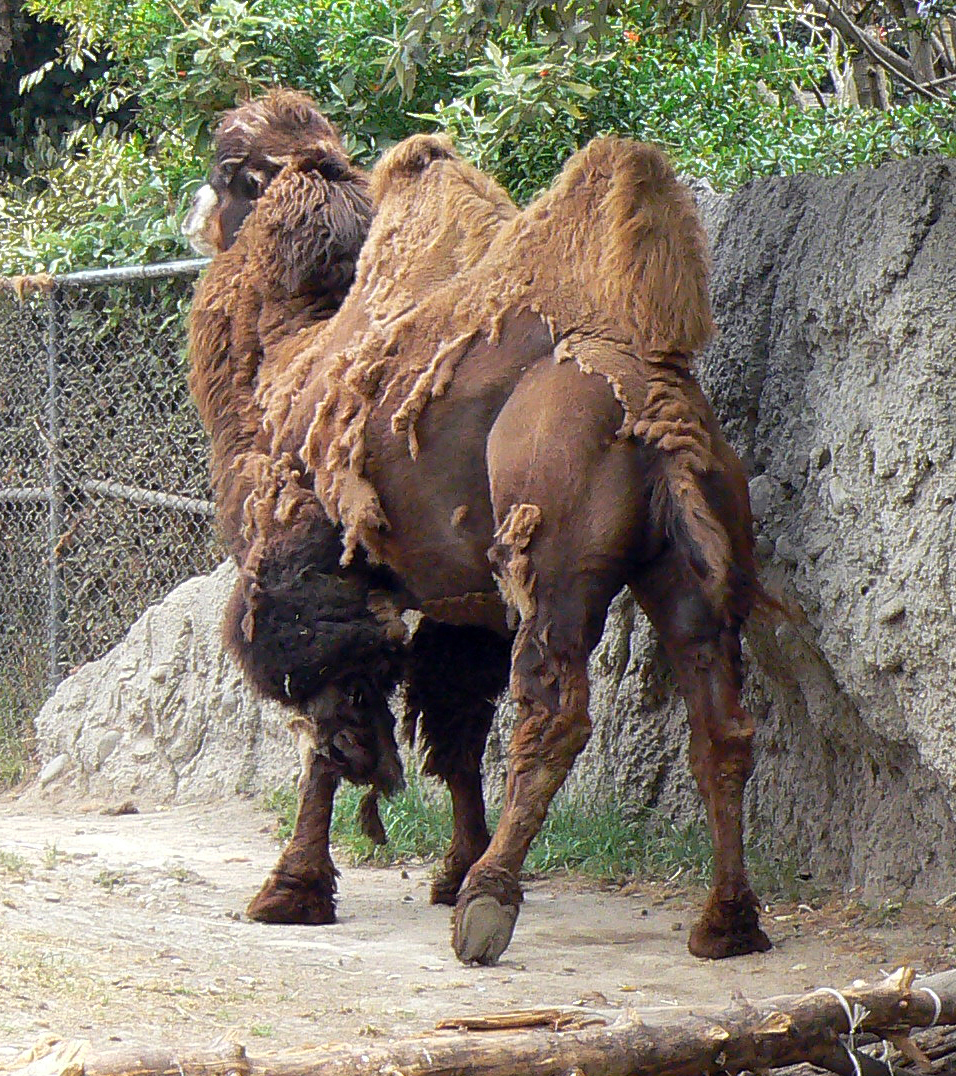
Línající velbloud v zoologické zahradě v Mexiku
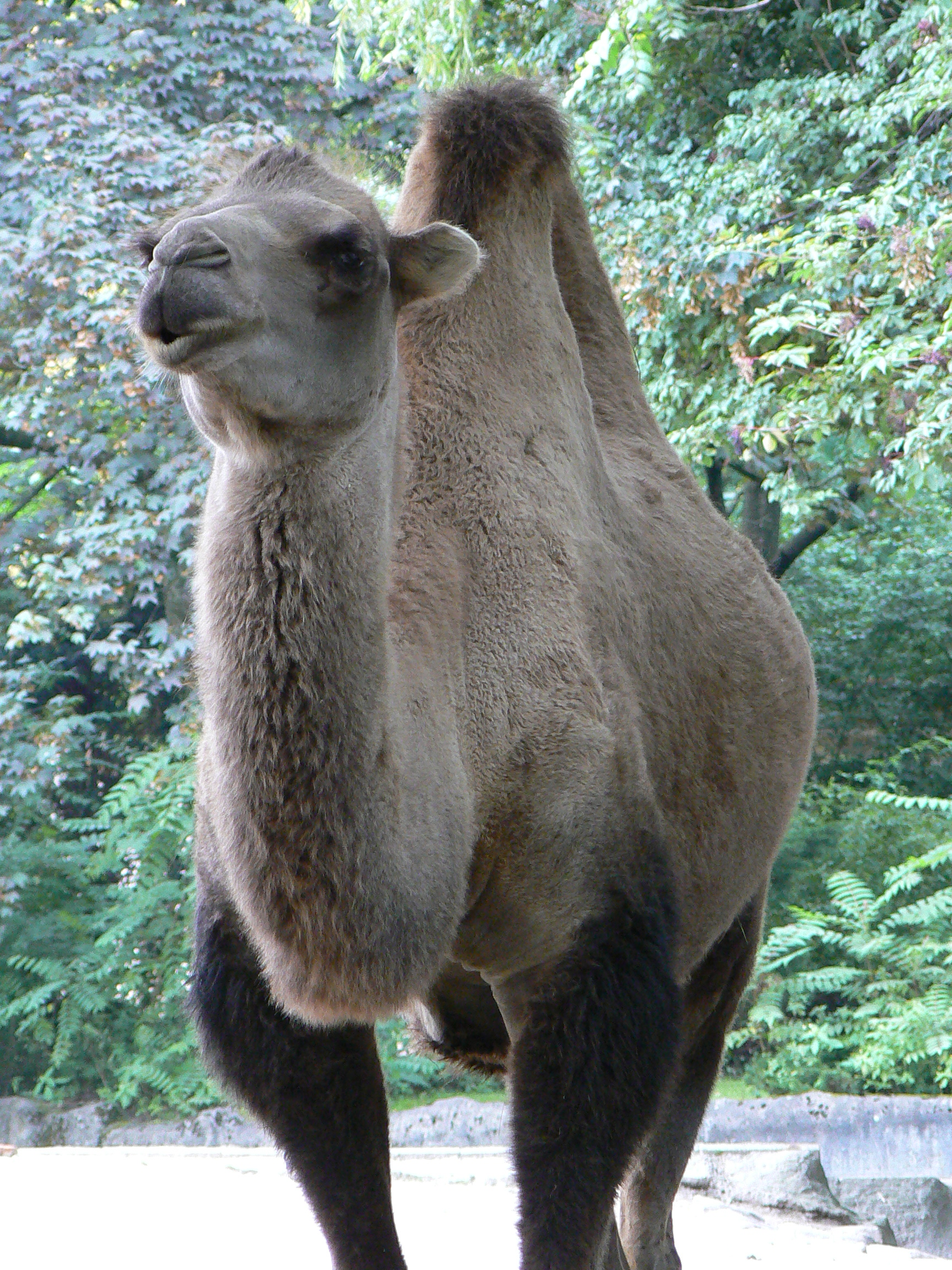
Drabař v Zoologické zahradě v Hamburku v Německu